# Championnat d'Europe masculin de handball 2022
Navigation
Suède, Autr., Norv. 2020 Allemagne 2024
Le championnat d'Europe masculin de handball 2022 est la 15e édition du championnat d'Europe masculin de handball. Il se déroule du 13 au 30 janvier 2022 en Hongrie et en Slovaquie.
L'Espagne, vainqueur des deux dernières éditions, remet son titre en jeu et atteint à nouveau la finale de la compétition mais est battue par la Suède. Après 20 ans sans titre, les Suédois remportent leur cinquième titre de champion d'Europe après les victoires en 1994, 1998, 2000 et 2002. Dans le match pour la 3e place, le Danemark, double champion du monde en titre, s'impose face à la France, championne olympique 6 mois plus tôt.
Néanmoins, la compétition a été fortement perturbée par la recrudescence de la pandémie de Covid-19 liée au variant Omicron : tous les matchs en Slovaquie ont été joués avec une jauge de 25 % et plus d'une centaine de joueurs et de membres du staff ont été contraints de rester isolés plusieurs jours après qu'un test quotidien se soit révélé positif.

## Présentation

### Lieux de compétitions
| Hongrie | Hongrie | Hongrie                                                       | Slovaquie | Slovaquie | |
| Budapest | Debrecen | Szeged                                                        | Bratislava | Košice | |
| --- | --- | ------------------------------------------------------------- | --- | --- | --- |
| MVM Dome | Főnix Csarnok | Pick Aréna                                                    | Ondrej Nepela Arena | Steel Aréna | |
| Capacité : 20 022 | Capacité : 8 500 | Capacité : 8 143                                              | Capacité : 10 000 | Capacité : 7 900 | |
| | |                                                               | | | |
| [[Fichier:Hungary location map.svg\|300px\|{{#if:\|{{{alt}}}\|Championnat d'Europe masculin de handball 2022 est dans la page Hongrie .]]Budapest Debrecen Szeged Bratislava Košice | [[Fichier:Hungary location map.svg\|300px\|{{#if:\|{{{alt}}}\|Championnat d'Europe masculin de handball 2022 est dans la page Hongrie .]]Budapest Debrecen Szeged Bratislava Košice | La Slovaquie (en orange) est au nord de la Hongrie (en vert). | [[Fichier:Slovakia location map.svg\|370px\|{{#if:\|{{{alt}}}\|Championnat d'Europe masculin de handball 2022 est dans la page Slovaquie .]]Bratislava Košice | [[Fichier:Slovakia location map.svg\|370px\|{{#if:\|{{{alt}}}\|Championnat d'Europe masculin de handball 2022 est dans la page Slovaquie .]]Bratislava Košice | [[Fichier:Slovakia location map.svg\|370px\|{{#if:\|{{{alt}}}\|Championnat d'Europe masculin de handball 2022 est dans la page Slovaquie .]]Bratislava Košice |

### Qualifications
24 équipes participent à la compétition. Outre les deux pays hôte, le vainqueur et le finaliste du Championnat d'Europe 2020, les 44 autres équipes affiliées à l'EHF doivent passer par des poules de qualification (en). Après diverses phases préliminaires, les 32 équipes restantes sont réparties dans 8 poules de 4 équipes Les 2 premières équipes de chaque poule ainsi que les 4 meilleurs troisièmes sont qualifiées pour la compétition.

### Équipes participantes
| Pays               | Qualifié en tant que                   | Date de la qualification | Apparitions précédentes dans la compétition | Apparitions précédentes dans la compétition                                        |
| ------------------ | -------------------------------------- | ------------------------ | ------------------------------------------- | ---------------------------------------------------------------------------------- |
| Hongrie            | Pays organisateur                      | 20 juin 2018             | 12                                          | 1994, 1996, 1998, 2004, 2006, 2008, 2010, 2012, 2014, 2016, 2018, 2020             |
| Slovaquie          | Pays organisateur                      | 20 juin 2018             | 03                                          | 2006, 2008, 2012                                                                   |
| Espagne            | Vainqueur du Championnat d'Europe 2020 | 24 janvier 2020          | 14                                          | 1994, 1996, 1998, 2000, 2002, 2004, 2006, 2008, 2010, 2012, 2014, 2016, 2018, 2020 |
| Croatie            | Finaliste du Championnat d'Europe 2020 | 24 janvier 2020          | 14                                          | 1994, 1996, 1998, 2000, 2002, 2004, 2006, 2008, 2010, 2012, 2014, 2016, 2018, 2020 |
| Allemagne          | Vainqueur du groupe 2 (en)             | 10 janvier 2021          | 13                                          | 1994, 1996, 1998, 2000, 2002, 2004, 2006, 2008, 2010, 2012, 2016, 2018, 2020       |
| Serbie             | Vainqueur du groupe 1                  | 8 février 2021           | 06                                          | 2010, 2012, 2014, 2016, 2018, 2020                                                 |
| Suède              | Vainqueur du groupe 8                  | 28 avril 2021            | 13                                          | 1994, 1996, 1998, 2000, 2002, 2004, 2008, 2010, 2012, 2014, 2016, 2018, 2020       |
| Russie             | Vainqueur du groupe 3                  | 28 avril 2021            | 13                                          | 1994, 1996, 1998, 2000, 2002, 2004, 2006, 2008, 2010, 2012, 2014, 2016, 2020       |
| Macédoine du Nord  | Deuxième du groupe 7                   | 28 avril 2021            | 06                                          | 1998, 2012, 2014, 2016, 2018, 2020                                                 |
| Danemark           | Vainqueur du groupe 7                  | 28 avril 2021            | 13                                          | 1994, 1996, 2000, 2002, 2004, 2006, 2008, 2010, 2012, 2014, 2016, 2018, 2020       |
| France             | Deuxième du groupe 1                   | 29 avril 2021            | 14                                          | 1994, 1996, 1998, 2000, 2002, 2004, 2006, 2008, 2010, 2012, 2014, 2016, 2018, 2020 |
| Norvège            | Vainqueur du groupe 6                  | 29 avril 2021            | 09                                          | 2000, 2006, 2008, 2010, 2012, 2014, 2016, 2018, 2020                               |
| Islande            | Deuxième du groupe 4                   | 29 avril 2021            | 11                                          | 2000, 2002, 2004, 2006, 2008, 2010, 2012, 2014, 2016, 2018, 2020                   |
| Portugal           | Vainqueur du groupe 4                  | 29 avril 2021            | 06                                          | 1994, 2000, 2002, 2004, 2006, 2020                                                 |
| Biélorussie        | Deuxième du groupe 6                   | 29 avril 2021            | 06                                          | 1994, 2008, 2014, 2016, 2018, 2020                                                 |
| Slovénie           | Vainqueur du groupe 5                  | 29 avril 2021            | 12                                          | 1994, 1996, 2000, 2002, 2004, 2006, 2008, 2010, 2012, 2016, 2018, 2020             |
| Pays-Bas           | Deuxième du groupe 5                   | 29 avril 2021            | 01                                          | 2020                                                                               |
| Autriche           | Deuxième du groupe 2                   | 2 mai 2021               | 04                                          | 2010, 2014, 2018, 2020                                                             |
| Tchéquie           | Deuxième du groupe 3                   | 2 mai 2021               | 10                                          | 1996, 1998, 2002, 2004, 2008, 2010, 2012, 2014, 2018, 2020                         |
| Monténégro         | Deuxième du groupe 8                   | 2 mai 2021               | 05                                          | 2008, 2014, 2016, 2018, 2020                                                       |
| Bosnie-Herzégovine | Meilleur troisième de groupe (en)      | 2 mai 2021               | 01                                          | 2020                                                                               |
| Pologne            | 2e meilleur troisième de groupe        | 2 mai 2021               | 09                                          | 2002, 2004, 2006, 2008, 2010, 2012, 2014, 2016, 2020                               |
| Ukraine            | 3e meilleur troisième de groupe        | 2 mai 2021               | 06                                          | 2000, 2002, 2004, 2006, 2010, 2020                                                 |
| Lituanie           | 4e meilleur troisième de groupe        | 2 mai 2021               | 01                                          | 1998                                                                               |

Remarque : le vainqueur de l'édition est indiqué en gras et le pays hôte en italique.

### Arbitres
La liste des arbitres a été nommée le 10 septembre 2021 :
| - Radojko Brkic et Andrei Jusufhodzic - Matija Gubica et Boris Milošević - Václav Horáček et Jiří Novotný - Mads Hansen et Jesper Madsen - Robert Schulze et Tobias Tönnies - Ádám Bíró et Olivér Kiss - Jónas Elíasson et Anton Pálsson - Vaidas Mažeika et Mindaugas Gatelis - Ivan Pavićević et Miloš Ražnatović | - Slave Nikolov et Gjorgji Nachevski - Duarte Santos et Ricardo Fonseca - Bogdan Stark et Romeo Ştefan - Nenad Nikolić et Dušan Stojković - Boris Mandák et Mário Rudinský - Bojan Lah et David Sok - Andreu Marín et Ignacio García - Mirza Kurtagic et Mattias Wetterwik - Arthur Brunner Morad Salah |

Deux autres paires (les Norvégiens Lars Jørum et Håvard Kleven et les Françaises Charlotte et Julie Bonaventura) ont été ajoutées juste avant le début de la compétition pour pallier les éventuelles absences liées à la nouvelle vague de Covid-19 liée au variant omicron.

### Effectifs
Pour chaque équipe, une liste de 35 joueurs sélectionnables a été transmise à l'EHF le 3 décembre 2021 : seuls ces 35 joueurs sont éligibles à participer à la compétition, les ajouts ou échanges ne sont pas autorisés.
Début janvier, chaque équipe sélectionne 20 joueurs parmi ces 35 puis, chaque jour de match, 16 joueurs parmi ces 20. En cours de compétition, un maximum de 6 remplacements de joueurs (2 maximum lors du tour préliminaire, 2 maximum lors du tour principal et 2 maximum lors de la phase finale) peut être fait.

### Modalités
Les 24 équipes qualifiées sont réparties en 6 groupes de 4 équipes. Les deux meilleures équipes de chaque groupe sont qualifiées pour le tour principal qui se joue en deux groupes dans les villes de Budapest et Bratislava. Les deux meilleures équipes de chaque groupe du tour principal se qualifient pour les demi-finales qui se jouent à Budapest. Les deux troisièmes jouent le match pour la 5e place.
Lors des phases de groupes, les critères suivants sont utilisés pour départager les équipes en cas d'égalité du nombre de points :
1. Nombre de points obtenus entre les équipes en question ;
2. Différence de buts dans les matchs entre les équipes en question ;
3. Nombre de buts marqués dans les matchs entre les équipes en question ;
4. Différence de buts dans l'ensemble des matchs du groupe ;
5. Nombre de buts marqués dans l'ensemble des matchs du groupe ;
6. Le cas échéant, tirage au sort.

## Tour préliminaire
Le tirage au sort des groupes du tour préliminaire a eu lieu le 6 mai 2021 au Erste Bank Campus à Vienne.
Les deux premiers de chaque groupe sont qualifiés pour le tour principal et gardent les points obtenus contre l’équipe qualifiée également.

### Légende
Qualifiés pour le tour principal –  Éliminés – T : Tenant du titre 2020

### Groupe A
Les matchs du Groupe A ont lieu dans la Főnix Hall à Debrecen :
|   | Équipe            | Pts | J | G | N | P | Bp | Bc | Diff |
| - | ----------------- | --- | - | - | - | - | -- | -- | ---- |
| 1 | Danemark          | 6   | 3 | 3 | 0 | 0 | 95 | 65 | 30   |
| 2 | Monténégro        | 4   | 3 | 2 | 0 | 1 | 82 | 86 | -4   |
| 3 | Slovénie          | 2   | 3 | 1 | 0 | 2 | 82 | 92 | -10  |
| 4 | Macédoine du Nord | 0   | 3 | 0 | 0 | 3 | 70 | 86 | -16  |

| 13 janvier 2022 18h00 | Slovénie       | 27 – 25   | Macédoine du Nord   | Főnix Hall, Debrecen Arbitrage : Brick, Jusufhodzic |
| 13 janvier 2022 18h00 | Jure Dolenec 5 | (13 – 10) | Cvetan Kuzmanoski 8 | Főnix Hall, Debrecen Arbitrage : Brick, Jusufhodzic |
| 13 janvier 2022 18h00 | ×1 ×6 ×1       | Rapport   | ×2                  | Főnix Hall, Debrecen Arbitrage : Brick, Jusufhodzic |

| 13 janvier 2022 20h30 | Danemark         | 30 – 21   | Monténégro       | Főnix Hall, Debrecen Arbitrage : Stark, Ștefan |
| 13 janvier 2022 20h30 | Mikkel Hansen 10 | (18 – 10) | Branko Vujović 7 | Főnix Hall, Debrecen Arbitrage : Stark, Ștefan |
| 13 janvier 2022 20h30 | ×4               | Rapport   | ×1 ×5            | Főnix Hall, Debrecen Arbitrage : Stark, Ștefan |

| 15 janvier 2022 18h00 | Macédoine du Nord  | 24 – 28   | Monténégro                 | Főnix Hall, Debrecen Arbitrage : Gatelis, Mažeika |
| 15 janvier 2022 18h00 | Martin Velkovski 6 | (16 – 17) | Anđelić (en), M. Vujović 6 | Főnix Hall, Debrecen Arbitrage : Gatelis, Mažeika |
| 15 janvier 2022 18h00 | ×1 ×2              | Rapport   | ×3 ×5                      | Főnix Hall, Debrecen Arbitrage : Gatelis, Mažeika |

| 15 janvier 2022 20h30 | Slovénie          | 23 – 34   | Danemark        | Főnix Hall, Debrecen Arbitrage : Martin, Garcia |
| 15 janvier 2022 20h30 | Borut Mačkovšek 6 | (14 – 16) | Mikkel Hansen 8 | Főnix Hall, Debrecen Arbitrage : Martin, Garcia |
| 15 janvier 2022 20h30 | ×5                | Rapport   | ×1 ×4           | Főnix Hall, Debrecen Arbitrage : Martin, Garcia |

| 17 janvier 2022 18h00 | Monténégro       | 33 – 32   | Slovénie          | Főnix Hall, Debrecen Arbitrage : Kurtagic, Wetterwik |
| 17 janvier 2022 18h00 | Branko Vujović 9 | (16 – 19) | Dolenec, Kodrin 6 | Főnix Hall, Debrecen Arbitrage : Kurtagic, Wetterwik |
| 17 janvier 2022 18h00 | ×1 ×6 ×1         | Rapport   | ×1 ×5             | Főnix Hall, Debrecen Arbitrage : Kurtagic, Wetterwik |

| 17 janvier 2022 20h30 | Macédoine du Nord | 21 – 31   | Danemark            | Főnix Hall, Debrecen Arbitrage : Mandák, Rudinský |
| 17 janvier 2022 20h30 | Žarko Peševski 6  | (11 – 15) | Niclas Kirkeløkke 9 | Főnix Hall, Debrecen Arbitrage : Mandák, Rudinský |
| 17 janvier 2022 20h30 | ×3                | Rapport   | ×1 ×2               | Főnix Hall, Debrecen Arbitrage : Mandák, Rudinský |

### Groupe B
Les matchs du Groupe B ont lieu dans la Budapest Arena à Budapest :
|   | Équipe   | Pts | J | G | N | P | Bp | Bc | Diff |
| - | -------- | --- | - | - | - | - | -- | -- | ---- |
| 1 | Islande  | 6   | 3 | 3 | 0 | 0 | 88 | 82 | 6    |
| 2 | Pays-Bas | 4   | 3 | 2 | 0 | 1 | 91 | 88 | 3    |
| 3 | Hongrie  | 2   | 3 | 1 | 0 | 2 | 89 | 92 | -3   |
| 4 | Portugal | 0   | 3 | 0 | 0 | 3 | 85 | 91 | -6   |

| 13 janvier 2022 20h30 | Hongrie      | 28 – 31   | Pays-Bas     | Budapest Arena, Budapest Arbitrage : Kurtagic, Wetterwik |
| 13 janvier 2022 20h30 | Máté Lékai 8 | (10 – 13) | Kay Smits 11 | Budapest Arena, Budapest Arbitrage : Kurtagic, Wetterwik |
| 13 janvier 2022 20h30 | ×1 ×5        | Rapport   | ×1 ×5 ×1     | Budapest Arena, Budapest Arbitrage : Kurtagic, Wetterwik |

| 14 janvier 2022 20h30 | Portugal         | 24 – 28   | Islande                    | Budapest Arena, Budapest Arbitrage : Schulze, Tönnies |
| 14 janvier 2022 20h30 | Rui Silva (en) 4 | (10 – 14) | Sigvaldi Guðjónsson (en) 5 | Budapest Arena, Budapest Arbitrage : Schulze, Tönnies |
| 14 janvier 2022 20h30 | ×2 ×4            | Rapport   | ×1 ×4                      | Budapest Arena, Budapest Arbitrage : Schulze, Tönnies |

| 16 janvier 2022 18h00 | Portugal        | 30 – 31   | Hongrie         | Budapest Arena, Budapest Arbitrage : Horáček, Novotný |
| 16 janvier 2022 18h00 | trois joueurs 5 | (15 – 14) | Dominik Máthé 8 | Budapest Arena, Budapest Arbitrage : Horáček, Novotný |
| 16 janvier 2022 18h00 | ×1 ×6           | Rapport   | ×6              | Budapest Arena, Budapest Arbitrage : Horáček, Novotný |

| 16 janvier 2022 20h30 | Islande                    | 29 – 28   | Pays-Bas     | Budapest Arena, Budapest Arbitrage : Brkic, Jusufhodzic |
| 16 janvier 2022 20h30 | Sigvaldi Guðjónsson (en) 8 | (15 – 13) | Kay Smits 13 | Budapest Arena, Budapest Arbitrage : Brkic, Jusufhodzic |
| 16 janvier 2022 20h30 | ×1 ×7                      | Rapport   | ×6           | Budapest Arena, Budapest Arbitrage : Brkic, Jusufhodzic |

| 18 janvier 2022 18h00 | Islande              | 31 – 30   | Hongrie         | Budapest Arena, Budapest Arbitrage : Marín, García |
| 18 janvier 2022 18h00 | Bjarki Már Elísson 9 | (17 – 17) | Bence Bánhidi 6 | Budapest Arena, Budapest Arbitrage : Marín, García |
| 18 janvier 2022 18h00 | ×6 ×1                | Rapport   | ×6 ×2 ×1        | Budapest Arena, Budapest Arbitrage : Marín, García |

| 18 janvier 2022 20h30 | Pays-Bas    | 32 – 31   | Portugal               | Budapest Arena, Budapest Arbitrage : Jørum, Kleven |
| 18 janvier 2022 20h30 | Kay Smits 8 | (17 – 13) | Victor Iturriza (en) 7 | Budapest Arena, Budapest Arbitrage : Jørum, Kleven |
| 18 janvier 2022 20h30 | ×1 ×5       | Rapport   | ×1 ×7                  | Budapest Arena, Budapest Arbitrage : Jørum, Kleven |

### Groupe C
Les matchs du Groupe C ont lieu dans la Pick Aréna à Szeged :
|   | Équipe  | Pts | J | G | N | P | Bp | Bc  | Diff |
| - | ------- | --- | - | - | - | - | -- | --- | ---- |
| 1 | France  | 6   | 3 | 3 | 0 | 0 | 92 | 70  | 22   |
| 2 | Croatie | 4   | 3 | 2 | 0 | 1 | 83 | 72  | 11   |
| 3 | Serbie  | 2   | 3 | 1 | 0 | 2 | 76 | 75  | 1    |
| 4 | Ukraine | 0   | 3 | 0 | 0 | 3 | 71 | 105 | -34  |

| 13 janvier 2022 18h00 | Serbie             | 31 – 23   | Ukraine         | Pick Aréna, Szeged Arbitrage : Jørum, Kleven |
| 13 janvier 2022 18h00 | Lazar Kukić (en) 7 | (17 – 11) | Dmytro Horiha 6 | Pick Aréna, Szeged Arbitrage : Jørum, Kleven |
| 13 janvier 2022 18h00 | ×1 ×3              | Rapport   | ×1 ×6           | Pick Aréna, Szeged Arbitrage : Jørum, Kleven |

| 13 janvier 2022 20h30 | Croatie         | 22 – 27   | France        | Pick Aréna, Szeged Arbitrage : Horaćek, Novotný |
| 13 janvier 2022 20h30 | Ivan Čupić 6    | (11 – 13) | Hugo Descat 7 | Pick Aréna, Szeged Arbitrage : Horaćek, Novotný |
| 13 janvier 2022 20h30 | ×2 ×3 ×1dont ×1 | Rapport   | ×2 ×1         | Pick Aréna, Szeged Arbitrage : Horaćek, Novotný |

| 15 janvier 2022 18h00 | France       | 36 – 23   | Ukraine         | Pick Aréna, Szeged Arbitrage : Mandák, rudinský |
| 15 janvier 2022 18h00 | Dylan Nahi 5 | (17 – 11) | Dmytro Horiha 7 | Pick Aréna, Szeged Arbitrage : Mandák, rudinský |
| 15 janvier 2022 18h00 | ×1 ×4        | Rapport   | ×2 ×1           | Pick Aréna, Szeged Arbitrage : Mandák, rudinský |

| 15 janvier 2022 20h30 | Croatie             | 23 – 20  | Serbie               | Pick Aréna, Szeged Arbitrage : Schulze, Tönnies |
| 15 janvier 2022 20h30 | Čupić, Martinović 6 | (11 – 9) | Bogdan Radivojević 5 | Pick Aréna, Szeged Arbitrage : Schulze, Tönnies |
| 15 janvier 2022 20h30 | ×1 ×6               | Rapport  | ×1 ×4                | Pick Aréna, Szeged Arbitrage : Schulze, Tönnies |

| 17 janvier 2022 18h00 | Ukraine            | 25 – 38   | Croatie                  | Pick Aréna, Szeged Arbitrage : Stark, Ștefan |
| 17 janvier 2022 18h00 | Dmytro Artemenko 5 | (13 – 18) | Martinović, Šipić (en) 7 | Pick Aréna, Szeged Arbitrage : Stark, Ștefan |
| 17 janvier 2022 18h00 | ×1 ×5              | Rapport   | ×1 ×5                    | Pick Aréna, Szeged Arbitrage : Stark, Ștefan |

| 17 janvier 2022 20h30 | France        | 29 – 25  | Serbie               | Pick Aréna, Szeged Arbitrage : Mažeika, Gatelis |
| 17 janvier 2022 20h30 | Kentin Mahé 6 | (16 – 7) | Bogdan Radivojević 7 | Pick Aréna, Szeged Arbitrage : Mažeika, Gatelis |
| 17 janvier 2022 20h30 | ×1 ×5         | Rapport  | ×2 ×4                | Pick Aréna, Szeged Arbitrage : Mažeika, Gatelis |

### Groupe D
Les matchs du Groupe D ont lieu dans la Ondrej Nepela Arena à Bratislava :
|   | Équipe      | Pts | J | G | N | P | Bp | Bc | Diff |
| - | ----------- | --- | - | - | - | - | -- | -- | ---- |
| 1 | Allemagne   | 6   | 3 | 3 | 0 | 0 | 97 | 81 | 16   |
| 2 | Pologne     | 4   | 3 | 2 | 0 | 1 | 88 | 81 | 7    |
| 3 | Biélorussie | 2   | 3 | 1 | 0 | 2 | 78 | 88 | -10  |
| 4 | Autriche    | 0   | 3 | 0 | 0 | 3 | 86 | 99 | -13  |

| 14 janvier 2022 18h00 | Allemagne               | 33 – 29   | Biélorussie        | Ondrej Nepela Arena, Bratislava Arbitrage : Lah, Sok |
| 14 janvier 2022 18h00 | Häfner, Schiller (en) 8 | (17 – 18) | Kulesh, Vailupau 7 | Ondrej Nepela Arena, Bratislava Arbitrage : Lah, Sok |
| 14 janvier 2022 18h00 | ×1 ×5 ×1                | Rapport   | ×1 ×5 ×1           | Ondrej Nepela Arena, Bratislava Arbitrage : Lah, Sok |

| 14 janvier 2022 20h30 | Autriche            | 31 – 36   | Pologne            | Ondrej Nepela Arena, Bratislava Arbitrage : Madsen, Hansen |
| 14 janvier 2022 20h30 | Sebastian Frimmel 8 | (14 – 17) | Arkadiusz Moryto 9 | Ondrej Nepela Arena, Bratislava Arbitrage : Madsen, Hansen |
| 14 janvier 2022 20h30 | ×5                  | Rapport   | ×2 ×1              | Ondrej Nepela Arena, Bratislava Arbitrage : Madsen, Hansen |

| 16 janvier 2022 18h00 | Allemagne             | 34 – 29   | Autriche            | Ondrej Nepela Arena, Bratislava Arbitrage : Gubica, Milošević |
| 16 janvier 2022 18h00 | Timo Kastening (en) 9 | (15 – 16) | Sebastian Frimmel 9 | Ondrej Nepela Arena, Bratislava Arbitrage : Gubica, Milošević |
| 16 janvier 2022 18h00 | ×4                    | Rapport   | ×4                  | Ondrej Nepela Arena, Bratislava Arbitrage : Gubica, Milošević |

| 16 janvier 2022 20h30 | Biélorussie       | 20 – 29   | Pologne                | Ondrej Nepela Arena, Bratislava Arbitrage : Bonaventura, Bonaventura |
| 16 janvier 2022 20h30 | Mikita Vailupau 5 | (11 – 14) | Przemysław Krajewski 7 | Ondrej Nepela Arena, Bratislava Arbitrage : Bonaventura, Bonaventura |
| 16 janvier 2022 20h30 | ×4 ×1             | Rapport   | ×1                     | Ondrej Nepela Arena, Bratislava Arbitrage : Bonaventura, Bonaventura |

| 18 janvier 2022 18h00 | Pologne            | 23 – 30   | Allemagne            | Ondrej Nepela Arena, Bratislava Arbitrage : Nikolov, Nachevski |
| 18 janvier 2022 18h00 | Arkadiusz Moryto 7 | (12 – 15) | Christoph Steinert 9 | Ondrej Nepela Arena, Bratislava Arbitrage : Nikolov, Nachevski |
| 18 janvier 2022 18h00 | ×1 ×5              | Rapport   | ×1 ×6                | Ondrej Nepela Arena, Bratislava Arbitrage : Nikolov, Nachevski |

| 18 janvier 2022 20h30 | Biélorussie       | 29 – 26   | Autriche        | Ondrej Nepela Arena, Bratislava Arbitrage : Mandák, Rudinský |
| 18 janvier 2022 20h30 | Mikita Vailupau 8 | (16 – 16) | Janko Božović 7 | Ondrej Nepela Arena, Bratislava Arbitrage : Mandák, Rudinský |
| 18 janvier 2022 20h30 | ×1 ×2             | Rapport   | ×1 ×5           | Ondrej Nepela Arena, Bratislava Arbitrage : Mandák, Rudinský |

### Groupe E
Les matchs du Groupe E ont lieu dans la Ondrej Nepela Arena à Bratislava :
|   | Équipe             | Pts | J | G | N | P | Bp | Bc | Diff |
| - | ------------------ | --- | - | - | - | - | -- | -- | ---- |
| 1 | Espagne T          | 6   | 3 | 3 | 0 | 0 | 88 | 78 | 10   |
| 2 | Suède              | 3   | 3 | 1 | 1 | 1 | 85 | 77 | 8    |
| 3 | Tchéquie           | 3   | 3 | 1 | 1 | 1 | 80 | 74 | 6    |
| 4 | Bosnie-Herzégovine | 0   | 3 | 0 | 0 | 3 | 61 | 85 | -24  |

| 13 janvier 2022 18h00 | Espagne            | 28 – 26   | Tchéquie       | Ondrej Nepela Arena, Bratislava Arbitrage : Pavićević, Ražnatović |
| 13 janvier 2022 18h00 | Eduardo Gurbindo 6 | (14 – 11) | Jakub Hrstka 6 | Ondrej Nepela Arena, Bratislava Arbitrage : Pavićević, Ražnatović |
| 13 janvier 2022 18h00 | ×1 ×2              | Rapport   | ×2 ×7          | Ondrej Nepela Arena, Bratislava Arbitrage : Pavićević, Ražnatović |

| 13 janvier 2022 20h30 | Suède          | 30 – 18   | Bosnie-Herzégovine | Ondrej Nepela Arena, Bratislava Arbitrage : Bíro, Kiss |
| 13 janvier 2022 20h30 | Hampus Wanne 6 | (17 – 11) | Senjamin Burić 4   | Ondrej Nepela Arena, Bratislava Arbitrage : Bíro, Kiss |
| 13 janvier 2022 20h30 | ×1             | Rapport   | ×1 ×4              | Ondrej Nepela Arena, Bratislava Arbitrage : Bíro, Kiss |

| 15 janvier 2022 18h00 | Tchéquie           | 27 – 19  | Bosnie-Herzégovine    | Ondrej Nepela Arena, Bratislava Arbitrage : Bonaventura, Bonaventura |
| 15 janvier 2022 18h00 | Matěj Klíma (en) 8 | (12 – 9) | Dino Hamidović (en) 5 | Ondrej Nepela Arena, Bratislava Arbitrage : Bonaventura, Bonaventura |
| 15 janvier 2022 18h00 | ×1 ×4              | Rapport  | ×1 ×5                 | Ondrej Nepela Arena, Bratislava Arbitrage : Bonaventura, Bonaventura |

| 15 janvier 2022 20h30 | Espagne                 | 32 – 28   | Suède          | Ondrej Nepela Arena, Bratislava Arbitrage : Brunner, Salah |
| 15 janvier 2022 20h30 | Ángel Fernández Pérez 8 | (17 – 14) | Hampus Wanne 8 | Ondrej Nepela Arena, Bratislava Arbitrage : Brunner, Salah |
| 15 janvier 2022 20h30 | ×4                      | Rapport   | ×1 ×2          | Ondrej Nepela Arena, Bratislava Arbitrage : Brunner, Salah |

| 17 janvier 2022 18h00 | Bosnie-Herzégovine  | 24 – 28   | Espagne          | Ondrej Nepela Arena, Bratislava Arbitrage : Lah, Sok |
| 17 janvier 2022 18h00 | Ivan Karačić (en) 6 | (14 – 12) | Agustín Casado 7 | Ondrej Nepela Arena, Bratislava Arbitrage : Lah, Sok |
| 17 janvier 2022 18h00 | ×6                  | Rapport   | ×2               | Ondrej Nepela Arena, Bratislava Arbitrage : Lah, Sok |

| 17 janvier 2022 20h30 | Tchéquie        | 27 – 27   | Suède                 | Ondrej Nepela Arena, Bratislava Arbitrage : Gubica, Milošević |
| 17 janvier 2022 20h30 | Babák, Piroch 5 | (11 – 12) | Sandell (en), Wanne 5 | Ondrej Nepela Arena, Bratislava Arbitrage : Gubica, Milošević |
| 17 janvier 2022 20h30 | ×1 ×4           | Rapport   | ×1 ×3                 | Ondrej Nepela Arena, Bratislava Arbitrage : Gubica, Milošević |

### Groupe F
Les matchs du Groupe F ont lieu dans la Steel Aréna à Košice :
|   | Équipe    | Pts | J | G | N | P | Bp | Bc | Diff |
| - | --------- | --- | - | - | - | - | -- | -- | ---- |
| 1 | Russie    | 6   | 3 | 3 | 0 | 0 | 88 | 76 | 12   |
| 2 | Norvège   | 4   | 3 | 2 | 0 | 1 | 92 | 77 | 15   |
| 3 | Slovaquie | 2   | 3 | 1 | 0 | 2 | 83 | 97 | -14  |
| 4 | Lituanie  | 0   | 3 | 0 | 0 | 3 | 82 | 95 | -13  |

| 13 janvier 2022 18h00 | Russie             | 29 – 27  | Lituanie              | Steel Aréna, Košice Arbitrage : Elíasson, Palsson |
| 13 janvier 2022 18h00 | Sergueï Kossorotov | (14 – 9) | Aidenas Malašinskas 5 | Steel Aréna, Košice Arbitrage : Elíasson, Palsson |
| 13 janvier 2022 18h00 | ×1 ×6              | Rapport  | ×1 ×3                 | Steel Aréna, Košice Arbitrage : Elíasson, Palsson |

| 13 janvier 2022 20h30 | Norvège          | 35 – 25   | Slovaquie     | Steel Aréna, Košice Arbitrage : Brunner, Salah |
| 13 janvier 2022 20h30 | Erik Toft (en) 5 | (15 – 11) | Tomáš Urban 6 | Steel Aréna, Košice Arbitrage : Brunner, Salah |
| 13 janvier 2022 20h30 | ×5 ×1            | Rapport   | ×2 ×1         | Steel Aréna, Košice Arbitrage : Brunner, Salah |

| 15 janvier 2022 18h00 | Slovaquie     | 31 – 26  | Lituanie              | Steel Aréna, Košice Arbitrage : Nikolov, Nachevski |
| 15 janvier 2022 18h00 | Tomáš Urban 7 | (15 – 8) | Aidenas Malašinskas 8 | Steel Aréna, Košice Arbitrage : Nikolov, Nachevski |
| 15 janvier 2022 18h00 | ×1 ×8 ×1      | Rapport  | ×4                    | Steel Aréna, Košice Arbitrage : Nikolov, Nachevski |

| 15 janvier 2022 20h30 | Norvège                   | 22 – 23   | Russie              | Steel Aréna, Košice Arbitrage : Pavićević, Ražnatović |
| 15 janvier 2022 20h30 | Sebastian Barthold (en) 7 | (12 – 14) | Dimitri Zhitnikov 7 | Steel Aréna, Košice Arbitrage : Pavićević, Ražnatović |
| 15 janvier 2022 20h30 | ×3 ×4                     | Rapport   | ×1 ×4               | Steel Aréna, Košice Arbitrage : Pavićević, Ražnatović |

| 17 janvier 2022 18h00 | Slovaquie      | 27 – 36  | Russie               | Steel Aréna, Košice Arbitrage : Hansen, Madsen |
| 17 janvier 2022 18h00 | Jakub Prokop 8 | (9 – 19) | Sergueï Kossorotov 7 | Steel Aréna, Košice Arbitrage : Hansen, Madsen |
| 17 janvier 2022 18h00 | ×2             | Rapport  |                      | Steel Aréna, Košice Arbitrage : Hansen, Madsen |

| 17 janvier 2022 20h30 | Lituanie              | 29 – 35   | Norvège                  | Steel Aréna, Košice Affluence : 1 705 Arbitrage : Bíró, Kiss |
| 17 janvier 2022 20h30 | Aidenas Malašinskas 8 | (16 – 16) | Barthold (en), Sagosen 7 | Steel Aréna, Košice Affluence : 1 705 Arbitrage : Bíró, Kiss |
| 17 janvier 2022 20h30 | ×5                    | Rapport   | ×2                       | Steel Aréna, Košice Affluence : 1 705 Arbitrage : Bíró, Kiss |

## Tour principal

### Légende
Qualifiés pour les Demi-finales –  Qualifiés pour le Match pour la 5e place –  Éliminés – T : Tenant du titre 2020

### Groupe I
Les matchs du Groupe I ont lieu dans la Budapest Arena à Budapest :
|   | Équipe     | Pts | J | G | N | P | Bp  | Bc  | Diff | Dép      |
| - | ---------- | --- | - | - | - | - | --- | --- | ---- | -------- |
| 1 | France     | 8   | 5 | 4 | 0 | 1 | 148 | 131 | 17   | 2 p.     |
| 2 | Danemark   | 8   | 5 | 4 | 0 | 1 | 149 | 123 | 26   | 0 p.     |
| 3 | Islande    | 6   | 5 | 3 | 0 | 2 | 138 | 124 | 14   | /        |
| 4 | Croatie    | 3   | 5 | 1 | 1 | 3 | 124 | 136 | -12  | 1 p., ±0 |
| 5 | Pays-Bas   | 3   | 5 | 1 | 1 | 3 | 137 | 156 | -19  | 1 p., ±0 |
| 6 | Monténégro | 2   | 5 | 1 | 0 | 4 | 134 | 160 | -26  | /        |

Remarque : la France devance le Danemark grâce à sa victoire 30 à 29 lors du tour principal. La Croatie devance les Pays-Bas grâce à leur meilleure différence de buts générale.
| 20 janvier 2022 15h30 | Monténégro               | 32 – 26  | Croatie      | Budapest Arena, Budapest Affluence : 5 037 Arbitrage : Jørum, Kleven |
| 20 janvier 2022 15h30 | B. Vujović, M. Vujović 7 | (15 – 9) | Ivan Čupić 7 | Budapest Arena, Budapest Affluence : 5 037 Arbitrage : Jørum, Kleven |
| 20 janvier 2022 15h30 | ×6                       | Rapport  | ×3           | Budapest Arena, Budapest Affluence : 5 037 Arbitrage : Jørum, Kleven |

| 20 janvier 2022 18h00 | France          | 34 – 24   | Pays-Bas            | Budapest Arena, Budapest Affluence : 5 055 Arbitrage : Schulze, Tönnies |
| 20 janvier 2022 18h00 | Aymeric Minne 8 | (15 – 12) | Baijens, K. Smits 4 | Budapest Arena, Budapest Affluence : 5 055 Arbitrage : Schulze, Tönnies |
| 20 janvier 2022 18h00 | ×1 ×6           | Rapport   | ×1 ×4               | Budapest Arena, Budapest Affluence : 5 055 Arbitrage : Schulze, Tönnies |

| 20 janvier 2022 20h30 | Danemark         | 28 – 24   | Islande               | Budapest Arena, Budapest Affluence : 5 060 Arbitrage : Kurtagic, Wetterwik |
| 20 janvier 2022 20h30 | Mathias Gidsel 9 | (17 – 14) | Ómar Ingi Magnússon 8 | Budapest Arena, Budapest Affluence : 5 060 Arbitrage : Kurtagic, Wetterwik |
| 20 janvier 2022 20h30 | ×1 ×4            | Rapport   | ×1 ×6                 | Budapest Arena, Budapest Affluence : 5 060 Arbitrage : Kurtagic, Wetterwik |

| 22 janvier 2022 15h30 | Monténégro          | 30 – 34   | Pays-Bas    | Budapest Arena, Budapest Affluence : 11 360 Arbitrage : Horáček, Novotný |
| 22 janvier 2022 15h30 | Čepić, B. Vujović 6 | (16 – 18) | Kay Smits 9 | Budapest Arena, Budapest Affluence : 11 360 Arbitrage : Horáček, Novotný |
| 22 janvier 2022 15h30 | ×3                  | Rapport   | ×5          | Budapest Arena, Budapest Affluence : 11 360 Arbitrage : Horáček, Novotný |

| 22 janvier 2022 18h00 | France          | 21 – 29   | Islande                | Budapest Arena, Budapest Affluence : 11 394 Arbitrage : Nikolov, Nachevski |
| 22 janvier 2022 18h00 | trois joueurs 5 | (10 – 17) | Ómar Ingi Magnússon 10 | Budapest Arena, Budapest Affluence : 11 394 Arbitrage : Nikolov, Nachevski |
| 22 janvier 2022 18h00 | ×1 ×4           | Rapport   | ×1 ×3                  | Budapest Arena, Budapest Affluence : 11 394 Arbitrage : Nikolov, Nachevski |

| 22 janvier 2022 20h30 | Danemark        | 27 – 25   | Croatie             | Budapest Arena, Budapest Affluence : 11 412 Arbitrage : Marín, Garcia |
| 22 janvier 2022 20h30 | Mikkel Hansen 8 | (12 – 11) | Marino Marić (en) 8 | Budapest Arena, Budapest Affluence : 11 412 Arbitrage : Marín, Garcia |
| 22 janvier 2022 20h30 | ×1              | Rapport   | ×2 ×4               | Budapest Arena, Budapest Affluence : 11 412 Arbitrage : Marín, Garcia |

| 24 janvier 2022 15h30 | Islande                 | 22 – 23   | Croatie          | Budapest Arena, Budapest Affluence : 4 522 Arbitrage : Schulze, Tönnies |
| 24 janvier 2022 15h30 | Orri Freyr Þorkelsson 6 | (12 – 10) | Tin Lučin (en) 6 | Budapest Arena, Budapest Affluence : 4 522 Arbitrage : Schulze, Tönnies |
| 24 janvier 2022 15h30 | ×1 ×2                   | Rapport   | ×1 ×3            | Budapest Arena, Budapest Affluence : 4 522 Arbitrage : Schulze, Tönnies |

| 24 janvier 2022 18h00 | Danemark         | 35 – 23   | Pays-Bas       | Budapest Arena, Budapest Affluence : 4 557 Arbitrage : Nikolov, Nachevski |
| 24 janvier 2022 18h00 | Mathias Gidsel 9 | (21 – 12) | Dani Baijens 6 | Budapest Arena, Budapest Affluence : 4 557 Arbitrage : Nikolov, Nachevski |
| 24 janvier 2022 18h00 | ×1               | Rapport   | ×3             | Budapest Arena, Budapest Affluence : 4 557 Arbitrage : Nikolov, Nachevski |

| 24 janvier 2022 20h30 | Monténégro      | 27 – 36   | France     | Budapest Arena, Budapest Affluence : 4 582 Arbitrage : Kurtagic, Wetterwik |
| 24 janvier 2022 20h30 | Miloš Vujović 7 | (12 – 16) | Dika Mem 7 | Budapest Arena, Budapest Affluence : 4 582 Arbitrage : Kurtagic, Wetterwik |
| 24 janvier 2022 20h30 | ×1              | Rapport   | ×1 ×3 ×1   | Budapest Arena, Budapest Affluence : 4 582 Arbitrage : Kurtagic, Wetterwik |

| 26 janvier 2022 15h30 | Monténégro       | 24 – 34  | Islande                | Budapest Arena, Budapest Affluence : 5 200 Arbitrage : Marín, García |
| 26 janvier 2022 15h30 | Miloš Vujović 11 | (8 – 17) | Ómar Ingi Magnússon 11 | Budapest Arena, Budapest Affluence : 5 200 Arbitrage : Marín, García |
| 26 janvier 2022 15h30 | ×4               | Rapport  | ×1 ×2                  | Budapest Arena, Budapest Affluence : 5 200 Arbitrage : Marín, García |

| 26 janvier 2022 18h00 | Pays-Bas     | 28 – 28   | Croatie            | Budapest Arena, Budapest Affluence : 5 275 Arbitrage : Kurtagic, Wetterwik |
| 26 janvier 2022 18h00 | Luc Steins 6 | (15 – 13) | Ivan Martinović 12 | Budapest Arena, Budapest Affluence : 5 275 Arbitrage : Kurtagic, Wetterwik |
| 26 janvier 2022 18h00 | ×3           | Rapport   | ×1 ×3 ×1           | Budapest Arena, Budapest Affluence : 5 275 Arbitrage : Kurtagic, Wetterwik |

| 26 janvier 2022 20h30 | Danemark             | 29 – 30   | France        | Budapest Arena, Budapest Arbitrage : Horáček, Novotný |
| 26 janvier 2022 20h30 | Niclas Kirkeløkke 10 | (17 – 12) | Mem, Descat 8 | Budapest Arena, Budapest Arbitrage : Horáček, Novotný |
| 26 janvier 2022 20h30 | ×3                   | Rapport   | ×3 ×1         | Budapest Arena, Budapest Arbitrage : Horáček, Novotný |

### Groupe II
Les matchs du Groupe II ont lieu dans la Ondrej Nepela Arena à Bratislava :
|   | Équipe    | Pts | J | G | N | P | Bp  | Bc  | Diff | Dép  |
| - | --------- | --- | - | - | - | - | --- | --- | ---- | ---- |
| 1 | EspagneT  | 8   | 5 | 4 | 0 | 1 | 138 | 130 | 8    | 2 p. |
| 2 | Suède     | 8   | 5 | 4 | 0 | 1 | 134 | 117 | 17   | 0 p. |
| 3 | Norvège   | 6   | 5 | 3 | 0 | 2 | 142 | 124 | 18   | /    |
| 4 | Allemagne | 4   | 5 | 2 | 0 | 3 | 127 | 134 | -7   | /    |
| 5 | Russie    | 3   | 5 | 1 | 1 | 3 | 129 | 136 | -7   | /    |
| 6 | Pologne   | 1   | 5 | 0 | 1 | 4 | 128 | 157 | -29  | /    |

Remarque : l'Espagne devance la Suède grâce à sa victoire 32 à 28 lors du tour préliminaire.
| 20 janvier 2022 15h30 | Russie                   | 23 – 29   | Suède          | Ondrej Nepela Arena, Bratislava Affluence : 1 667 Arbitrage : Lah, Sok |
| 20 janvier 2022 15h30 | Aleksandr Ermakov (en) 5 | (13 – 16) | Hampus Wanne 9 | Ondrej Nepela Arena, Bratislava Affluence : 1 667 Arbitrage : Lah, Sok |
| 20 janvier 2022 15h30 | ×1 ×3                    | Rapport   | ×1             | Ondrej Nepela Arena, Bratislava Affluence : 1 667 Arbitrage : Lah, Sok |

| 20 janvier 2022 18h00 | Allemagne            | 23 – 29   | Espagne         | Ondrej Nepela Arena, Bratislava Affluence : 1 683 Arbitrage : Bonaventura, Bonaventura |
| 20 janvier 2022 18h00 | Golla, Zieker (en) 4 | (12 – 14) | Jorge Maqueda 6 | Ondrej Nepela Arena, Bratislava Affluence : 1 683 Arbitrage : Bonaventura, Bonaventura |
| 20 janvier 2022 18h00 | ×2                   | Rapport   |                 | Ondrej Nepela Arena, Bratislava Affluence : 1 683 Arbitrage : Bonaventura, Bonaventura |

| 20 janvier 2022 20h30 | Pologne             | 31 – 42   | Norvège                    | Ondrej Nepela Arena, Bratislava Affluence : 1 682 Arbitrage : Brunner, Salah |
| 20 janvier 2022 20h30 | Arkadiusz Moryto 10 | (15 – 21) | Sebastian Barthold (en) 10 | Ondrej Nepela Arena, Bratislava Affluence : 1 682 Arbitrage : Brunner, Salah |
| 20 janvier 2022 20h30 | ×1 ×3               | Rapport   | ×1 ×6                      | Ondrej Nepela Arena, Bratislava Affluence : 1 682 Arbitrage : Brunner, Salah |

| 21 janvier 2022 15h30 | Russie                  | 25 – 26   | Espagne          | Ondrej Nepela Arena, Bratislava Arbitrage : Hansen, Madsen |
| 21 janvier 2022 15h30 | Dmitrii Santalov (en) 6 | (11 – 12) | Agustín Casado 7 | Ondrej Nepela Arena, Bratislava Arbitrage : Hansen, Madsen |
| 21 janvier 2022 15h30 | ×2                      | Rapport   |                  | Ondrej Nepela Arena, Bratislava Arbitrage : Hansen, Madsen |

| 21 janvier 2022 18h00 | Pologne             | 18 – 28  | Suède           | Ondrej Nepela Arena, Bratislava Arbitrage : Pavićević, Ražnatović |
| 21 janvier 2022 18h00 | Krajewski, Moryto 5 | (6 – 14) | trois joueurs 4 | Ondrej Nepela Arena, Bratislava Arbitrage : Pavićević, Ražnatović |
| 21 janvier 2022 18h00 | ×3                  | Rapport  | ×1 ×2           | Ondrej Nepela Arena, Bratislava Arbitrage : Pavićević, Ražnatović |

| 21 janvier 2022 20h30 | Allemagne        | 23 – 28   | Norvège                       | Ondrej Nepela Arena, Bratislava Arbitrage : Lah, Sok |
| 21 janvier 2022 20h30 | Johannes Golla 4 | (11 – 14) | Erik Thorsteinsen Toft (en) 7 | Ondrej Nepela Arena, Bratislava Arbitrage : Lah, Sok |
| 21 janvier 2022 20h30 | ×1 ×2            | Rapport   | ×3                            | Ondrej Nepela Arena, Bratislava Arbitrage : Lah, Sok |

| 23 janvier 2022 15h30 | Pologne        | 29 – 29   | Russie               | Ondrej Nepela Arena, Bratislava Arbitrage : Bonaventura, Bonaventura |
| 23 janvier 2022 15h30 | Szymon Sićko 8 | (13 – 12) | Sergueï Kossorotov 8 | Ondrej Nepela Arena, Bratislava Arbitrage : Bonaventura, Bonaventura |
| 23 janvier 2022 15h30 | ×1 ×5          | Rapport   | ×1 ×5 ×1             | Ondrej Nepela Arena, Bratislava Arbitrage : Bonaventura, Bonaventura |

| 23 janvier 2022 18h00 | Allemagne       | 21 – 25   | Suède          | Ondrej Nepela Arena, Bratislava Affluence : 1 992 Arbitrage : Brunner, Salah |
| 23 janvier 2022 18h00 | Julian Köster 4 | (10 – 12) | Hampus Wanne 6 | Ondrej Nepela Arena, Bratislava Affluence : 1 992 Arbitrage : Brunner, Salah |
| 23 janvier 2022 18h00 | ×2              | Rapport   | ×2             | Ondrej Nepela Arena, Bratislava Affluence : 1 992 Arbitrage : Brunner, Salah |

| 23 janvier 2022 20h30 | Espagne         | 23 – 27   | Norvège                   | Ondrej Nepela Arena, Bratislava Affluence : 1 992 Arbitrage : Pavićević, Ražnatović |
| 23 janvier 2022 20h30 | Jorge Maqueda 6 | (11 – 14) | Sebastian Barthold (en) 6 | Ondrej Nepela Arena, Bratislava Affluence : 1 992 Arbitrage : Pavićević, Ražnatović |
| 23 janvier 2022 20h30 | ×2              | Rapport   | ×6 ×1                     | Ondrej Nepela Arena, Bratislava Affluence : 1 992 Arbitrage : Pavićević, Ražnatović |

| 25 janvier 2022 15h30 | Pologne            | 27 – 28   | Espagne        | Ondrej Nepela Arena, Bratislava Affluence : 1 432 Arbitrage : Lah, Sok |
| 25 janvier 2022 15h30 | Arkadiusz Moryto 6 | (12 – 13) | Casado, Solé 4 | Ondrej Nepela Arena, Bratislava Affluence : 1 432 Arbitrage : Lah, Sok |
| 25 janvier 2022 15h30 | ×2 ×1              | Rapport   | ×1             | Ondrej Nepela Arena, Bratislava Affluence : 1 432 Arbitrage : Lah, Sok |

| 25 janvier 2022 18h00 | Allemagne        | 30 – 29   | Russie               | Ondrej Nepela Arena, Bratislava Affluence : 1 443 Arbitrage : Pavićević, Ražnatović |
| 25 janvier 2022 18h00 | Johannes Golla 6 | (16 – 12) | Sergueï Kossorotov 8 | Ondrej Nepela Arena, Bratislava Affluence : 1 443 Arbitrage : Pavićević, Ražnatović |
| 25 janvier 2022 18h00 | ×1 ×2            | Rapport   | ×3                   | Ondrej Nepela Arena, Bratislava Affluence : 1 443 Arbitrage : Pavićević, Ražnatović |

| 25 janvier 2022 20h30 | Suède            | 24 – 23  | Norvège           | Ondrej Nepela Arena, Bratislava Affluence : 1 448 Arbitrage : Hansen, Madsen |
| 25 janvier 2022 20h30 | Valter Chrintz 6 | (9 – 14) | Harald Reinkind 6 | Ondrej Nepela Arena, Bratislava Affluence : 1 448 Arbitrage : Hansen, Madsen |
| 25 janvier 2022 20h30 | ×3               | Rapport  | ×4                | Ondrej Nepela Arena, Bratislava Affluence : 1 448 Arbitrage : Hansen, Madsen |

## Phase finale
Les matchs de la phase finale se jouent dans la capitale hongroise, à la Budapest Arena.
|  | Demi-finales          | Demi-finales          |                        |    | Finale                | Finale                |
|  | Demi-finales          | Demi-finales          |                        |    | Finale                | Finale                |
|  |                       |                       |                        |    |                       |                       |
|  | 28 janv. 2022 à 18h15 | 28 janv. 2022 à 18h15 |                        |    | 30 janv. 2022 à 18h00 | 30 janv. 2022 à 18h00 |
|  | 28 janv. 2022 à 18h15 | 28 janv. 2022 à 18h15 |                        |    | 30 janv. 2022 à 18h00 | 30 janv. 2022 à 18h00 |
|  | Espagne               | 29                    |                        |    | 30 janv. 2022 à 18h00 | 30 janv. 2022 à 18h00 |
|  | Espagne               | 29                    |                        |    | 30 janv. 2022 à 18h00 | 30 janv. 2022 à 18h00 |
|  | Danemark              | 25                    |                        |    | 30 janv. 2022 à 18h00 | 30 janv. 2022 à 18h00 |
|  | Danemark              | 25                    | Espagne                | 26 |                       |                       |
|  | 28 janv. 2022 à 20h45 |                       | Espagne                | 26 |                       |                       |
|  |                       | Suède                 | 27                     |    |                       |                       |
|  | France                | Suède                 | 27                     | 33 |                       |                       |
|  | France                |                       |                        | 33 |                       |                       |
|  | Suède                 | 34                    |                        |    |                       |                       |
|  | Suède                 | 34                    | Match pour la 3e place |    |                       |                       |
|  |                       |                       |                        |    |                       |                       |
|  | 30 janv. 2022 à 15h30 |                       |                        |    |                       |                       |
|  |                       |                       |                        |    |                       |                       |
|  | Danemark              | 35                    |                        |    |                       |                       |
|  | Danemark              | 35                    |                        |    |                       |                       |
|  | France                | 32                    |                        |    |                       |                       |
|  | France                | 32                    |                        |    |                       |                       |

29 partout à la fin de la deuxième mi-temps, la France s'incline 32 à 35 après une première prolongation de deux fois cinq minutes.

### Demi-finales
| 28 janvier 2022 18h15 | Espagne        | 29 - 25   | Danemark        | Budapest Arena Affluence : 7 286 Arbitrage : Nachevski, Nikolov |
| 28 janvier 2022 18h15 | Aleix Gómez 11 | (13 - 14) | Mikkel Hansen 8 | Budapest Arena Affluence : 7 286 Arbitrage : Nachevski, Nikolov |
| 28 janvier 2022 18h15 | ×1 ×4          | Rapport   | ×1 ×3           | Budapest Arena Affluence : 7 286 Arbitrage : Nachevski, Nikolov |

| 28 janvier 2022 20h45 | France          | 33 - 34   | Suède              | Budapest Arena Affluence : 7 306 Arbitrage : Lah, Sok |
| 28 janvier 2022 20h45 | Minne, Descat 8 | (14 - 17) | Jim Gottfridsson 9 | Budapest Arena Affluence : 7 306 Arbitrage : Lah, Sok |
| 28 janvier 2022 20h45 | ×1 ×3 ×1        | Rapport   | ×1 ×4              | Budapest Arena Affluence : 7 306 Arbitrage : Lah, Sok |

### Match pour la5eplace
| 28 janvier 2022 15h30 | Islande                | 33 - 34 (ap)       | Norvège          | Budapest Arena Affluence : 7 165 Arbitrage : Marín, García |
| 28 janvier 2022 15h30 | Ómar Ingi Magnússon 10 | (12 - 16, 27 - 27) | Sander Sagosen 8 | Budapest Arena Affluence : 7 165 Arbitrage : Marín, García |
| 28 janvier 2022 15h30 | Prol. : 6 - 7          |                    |                  | Budapest Arena Affluence : 7 165 Arbitrage : Marín, García |
| 28 janvier 2022 15h30 | ×2 ×4                  | Rapport            | ×4 ×1            | Budapest Arena Affluence : 7 165 Arbitrage : Marín, García |

### Match pour la3eplace
| 30 janvier 2022 15h30 | Danemark      | 35 - 32 (ap)       | France        | Budapest Arena Affluence : 10 021 Arbitrage : Horaček, Novotný |
| 30 janvier 2022 15h30 | Jacob Holm 10 | (13 - 14, 29 - 29) | Kentin Mahé 8 | Budapest Arena Affluence : 10 021 Arbitrage : Horaček, Novotný |
| 30 janvier 2022 15h30 | Prol. : 6 - 3 |                    |               | Budapest Arena Affluence : 10 021 Arbitrage : Horaček, Novotný |
| 30 janvier 2022 15h30 | ×2            | Rapport            | ×1 ×4         | Budapest Arena Affluence : 10 021 Arbitrage : Horaček, Novotný |

### Finale
| 30 janvier 2022 18h00 | Espagne           | 26 – 27   | Suède                | Budapest Arena Affluence : 14 238 Arbitrage : Schulze, Tonnies |
| 30 janvier 2022 18h00 | Figueras, Gómez 6 | (13 - 12) | Ekberg, Bergendahl 5 | Budapest Arena Affluence : 14 238 Arbitrage : Schulze, Tonnies |
| 30 janvier 2022 18h00 | ×4                | Rapport   | ×2 ×3                | Budapest Arena Affluence : 14 238 Arbitrage : Schulze, Tonnies |

| Drapeau de l'Espagne         |    |                         |      |                         |
| GB                           | 1  | Gonzalo Pérez de Vargas | 3/11 |                         |
| GB                           | 12 | Rodrigo Corrales        | 5/23 |                         |
| ARD                          | 3  | Eduardo Gurbindo        | 0/1  |                         |
| P                            | 4  | Iñaki Peciña            | 6/7  | Suspension · Suspension |
| ARD                          | 5  | Jorge Maqueda           | 1/3  |                         |
| ALG                          | 6  | Ángel Fernández Pérez   | 4/5  |                         |
| ALG                          | 11 | Daniel Sarmiento        | 0/2  |                         |
| P                            | 17 | Adrià Figueras          | 6/7  |                         |
| DC                           | 21 | Joan Cañellas           | 1/3  |                         |
| ARG                          | 25 | Agustín Casado          | 1/3  |                         |
| ALD                          | 28 | Aleix Gómez             | 6/8  | Suspension              |
| ALG                          | 29 | Aitor Ariño             | 0/1  |                         |
| P                            | 30 | Gedeón Guardiola        | 2/2  |                         |
| DC                           | 36 | Ian Tarrafeta           | 5/7  |                         |
| ALG                          | 51 | Miguel Sánchez-Migallón | 0/0  | Suspension              |
| ALD                          | 62 | Kauldi Odriozola        | 0/0  |                         |
| Sélectionneur : Jordi Ribera |    |                         |      |                         |

|        | Statistique    |        |
| 26/42  | Buts marqués   | 27/39  |
| 61,9 % | % réussite     | 69,2 % |
| 8/34   | Arrêts         | 11/37  |
| 23,5 % | % d'arrêts     | 29,7 % |
| 4/4    | Jets de 7 m    | 4/7    |
| 0      | Cartons jaunes | 2      |
| 8 min  | Suspensions    | 6 min  |
| 0      | Cartons rouges | 0      |

| Drapeau de la Suède           |    |                      |       |            |
| GB                            | 12 | Andreas Palicka      | 11/35 |            |
| GB                            | 20 | Tobias Thulin        | 0/2   |            |
| ARG                           | 2  | Jonathan Carlsbogård | 2/3   | Suspension |
| P                             | 5  | Max Darj             | 1/1   | Suspension |
| ALD                           | 10 | Niclas Ekberg        | 5/6   |            |
| ALD                           | 11 | Daniel Pettersson    | 2/2   |            |
| ALG                           | 15 | Hampus Wanne         | 4/6   |            |
| P                             | 18 | Fredric Pettersson   | 0/0   |            |
| DC                            | 19 | Felix Claar (en)     | 2/4   | Suspension |
| ALG                           | 22 | Lucas Pellas         | 0/1   |            |
| ARD                           | 23 | Albin Lagergren      | 1/3   |            |
| DC                            | 24 | Jim Gottfridsson     | 3/5   |            |
| ARD                           | 26 | Linus Persson        | 0/1   |            |
| P                             | 32 | Oscar Bergendahl     | 5/5   |            |
| ARG                           | 49 | Karl Wallinius       | 0/0   |            |
| ALD                           | 62 | Valter Chrintz       | 1/1   |            |
| Sélectionneur : Glenn Solberg |    |                      |       |            |

## Classement final
| Rang                       | Équipe             | J | G | N | P | Bp  | Bc  | Diff | Commentaire                                  |  |
| -------------------------- | ------------------ | - | - | - | - | --- | --- | ---- | -------------------------------------------- |  |
| Médaille d'or, Europe      | Suède              | 9 | 7 | 1 | 1 | 252 | 221 | 31   | Qualifié pour l'Euro 2024                    |  |
| Médaille d'argent, Europe  | Espagne            | 9 | 7 | 0 | 2 | 249 | 232 | 17   | Qualifié pour le Mondial 2023 et l'Euro 2024 |  |
| Médaille de bronze, Europe | Danemark           | 9 | 7 | 0 | 2 | 274 | 228 | 46   | Qualifié pour l'Euro 2024                    |  |
| 4                          | France             | 9 | 6 | 0 | 3 | 278 | 248 | 30   | Qualifié pour le Mondial 2023                |  |
|                            |                    |   |   |   |   |     |     |      |                                              |  |
| 5                          | Norvège            | 8 | 6 | 0 | 2 | 246 | 211 | 35   | Qualifié pour le Mondial 2023                |  |
| 6                          | Islande            | 8 | 5 | 0 | 3 | 230 | 212 | 18   | -                                            |  |
|                            |                    |   |   |   |   |     |     |      |                                              |  |
| 7                          | Allemagne          | 7 | 4 | 0 | 3 | 194 | 192 | 2    | -                                            |  |
| 8                          | Croatie            | 7 | 3 | 1 | 3 | 185 | 184 | 1    | -                                            |  |
| 9                          | Russie             | 7 | 3 | 1 | 3 | 194 | 190 | 4    | -                                            |  |
| 10                         | Pays-Bas           | 7 | 3 | 1 | 3 | 200 | 215 | -15  | -                                            |  |
| 11                         | Monténégro         | 7 | 3 | 0 | 4 | 195 | 216 | -21  | -                                            |  |
| 12                         | Pologne            | 7 | 2 | 1 | 4 | 193 | 208 | -15  | -                                            |  |
|                            |                    |   |   |   |   |     |     |      |                                              |  |
| 13                         | Tchéquie           | 3 | 1 | 1 | 1 | 80  | 74  | 6    | -                                            |  |
| 14                         | Serbie             | 3 | 1 | 0 | 2 | 76  | 75  | 1    | -                                            |  |
| 15                         | Hongrie            | 3 | 1 | 0 | 2 | 89  | 92  | -3   | -                                            |  |
| 16                         | Slovénie           | 3 | 1 | 0 | 2 | 82  | 92  | -10  | -                                            |  |
| 17                         | Biélorussie        | 3 | 1 | 0 | 2 | 78  | 88  | -10  | -                                            |  |
| 18                         | Slovaquie          | 3 | 1 | 0 | 2 | 83  | 97  | -14  | -                                            |  |
| 19                         | Portugal           | 3 | 0 | 0 | 3 | 85  | 91  | -6   | -                                            |  |
| 20                         | Autriche           | 3 | 0 | 0 | 3 | 86  | 99  | -13  | -                                            |  |
| 21                         | Lituanie           | 3 | 0 | 0 | 3 | 82  | 95  | -13  | -                                            |  |
| 22                         | Macédoine du Nord  | 3 | 0 | 0 | 3 | 70  | 86  | -16  | -                                            |  |
| 23                         | Bosnie-Herzégovine | 3 | 0 | 0 | 3 | 61  | 85  | -24  | -                                            |  |
| 24                         | Ukraine            | 3 | 0 | 0 | 3 | 71  | 105 | -34  | -                                            |  |

Modalités
- Les équipes de la 1re à la 6e place sont classées suivant leurs résultats lors de la phase finale.
- Les équipes de la 7e à la 12e place sont classées par deux et par ordre d'apparition dans leur groupe respectif :

1. 7e et 8e : les deux équipes classées 4es du tour principal,
2. 9e et 10e : les deux équipes classées 5es du tour principal,
3. 11e et 12e : les deux équipes classées 6es du tour principal,

- puis elles sont départagées selon les critères suivants :

1. le nombre de points gagnés dans leur groupe respectif du tour principal,
2. la différence de buts dans leur groupe respectif du tour principal.

- Les équipes de la 13e à la 24e place sont classées selon les critères suivants :

1. leur place dans le groupe (3e ou 4e),
2. le nombre de points gagnés dans leur groupe respectif du tour préliminaire,
3. la différence de buts dans leur groupe respectif du tour préliminaire.

Qualifications
Ce Championnat d'Europe sert de qualification pour le Championnat du monde 2023 :
- en dehors de la Pologne, de la Suède (pays hôtes) et du Danemark (Champion du monde 2021), les trois premières équipes sont directement qualifiés.
- les neuf équipes suivantes  participeront au 3e et dernier tour de qualification (en).
- les neuf dernières équipes devront participer au 2e tour de qualification (en).

Ce Championnat d'Europe sert aussi de qualification pour le Championnat d'Europe 2024 :
- en dehors de l'Allemagne (pays hôte), les trois premières équipes sont directement qualifiés.
- les 20 autres équipes devront participer aux qualifications.

## Statistiques et récompenses

### Équipe-type
Les nommés et l'équipe-type de la compétition sont :
| Hallgrímsson Vujović Golla Aleix Hansen Steins Gidsel Meilleur joueur : Gottfridsson Meilleur défenseur : Bergendahl Meilleur buteur : Magnússon , 59 buts              |
| Équipe-type du championnat d'Europe 2022 |
| · Hallgrímsson · Vujović · Golla · Aleix · Hansen · Steins · Gidsel Meilleur joueur : Gottfridsson Meilleur défenseur : Bergendahl Meilleur buteur : Magnússon, 59 buts |

| Catégorie                                 | Joueur                    | Joueur     | Catégorie              | Joueur                   | Joueur    |
| Meilleur gardien de but                   | Viktor Gísli Hallgrímsson | Islande    | Meilleur défenseur     | Oscar Bergendahl         | Suède     |
| Meilleur gardien de but                   | Vincent Gérard            | France     | Meilleur défenseur     | Pavel Andreïev           | Russie    |
| Meilleur gardien de but                   | Victor Kireev (en)        | Russie     | Meilleur défenseur     | Ýmir Örn Gíslason (en)   | Islande   |
| Meilleur gardien de but                   | Kevin Møller              | Danemark   | Meilleur défenseur     | Gedeón Guardiola         | Espagne   |
| Meilleur gardien de but                   | Gonzalo Pérez de Vargas   | Espagne    | Meilleur défenseur     | Simon Hald               | Danemark  |
| Meilleur gardien de but                   | Nebojša Simić (en)        | Monténégro | Meilleur défenseur     | Karl Konan               | France    |
| Meilleur ailier gauche                    | Miloš Vujović             | Monténégro | Meilleur ailier droit  | Aleix Gómez              | Espagne   |
| Meilleur ailier gauche                    | Sebastian Barthold (en)   | Norvège    | Meilleur ailier droit  | Kristian Bjørnsen        | Norvège   |
| Meilleur ailier gauche                    | Bjarki Már Elísson        | Islande    | Meilleur ailier droit  | Valter Chrintz           | Suède     |
| Meilleur ailier gauche                    | Ángel Fernández           | Espagne    | Meilleur ailier droit  | Ivan Čupić               | Croatie   |
| Meilleur ailier gauche                    | Emil Jakobsen             | Danemark   | Meilleur ailier droit  | Sigvaldi Guðjónsson (en) | Islande   |
| Meilleur ailier gauche                    | Hampus Wanne              | Suède      | Meilleur ailier droit  | Arkadiusz Moryto         | Pologne   |
| Meilleur arrière gauche                   | Mikkel Hansen             | Danemark   | Meilleur arrière droit | Mathias Gidsel           | Danemark  |
| Meilleur arrière gauche                   | Agustín Casado            | Espagne    | Meilleur arrière droit | Ómar Ingi Magnússon      | Islande   |
| Meilleur arrière gauche                   | Sergueï Kossorotov        | Russie     | Meilleur arrière droit | Ivan Martinović          | Croatie   |
| Meilleur arrière gauche                   | Julian Köster (de)        | Allemagne  | Meilleur arrière droit | Dika Mem                 | France    |
| Meilleur arrière gauche                   | Tin Lučin (en)            | Croatie    | Meilleur arrière droit | Harald Reinkind          | Norvège   |
| Meilleur arrière gauche                   | Szymon Sićko              | Hongrie    | Meilleur arrière droit | Kay Smits                | Pays-Bas  |
| Meilleur demi-centre                      | Luc Steins                | Pays-Bas   | Meilleur pivot         | Johannes Golla           | Allemagne |
| Meilleur demi-centre                      | Jim Gottfridsson          | Suède      | Meilleur pivot         | Samir Benghanem (en)     | Pays-Bas  |
| Meilleur demi-centre                      | Kentin Mahé               | France     | Meilleur pivot         | Adrià Figueras           | Espagne   |
| Meilleur demi-centre                      | Sander Sagosen            | Norvège    | Meilleur pivot         | Marino Marić (en)        | Croatie   |
| Meilleur demi-centre                      | Philipp Weber             | Allemagne  | Meilleur pivot         | Magnus Saugstrup         | Danemark  |
| Meilleur demi-centre                      | Dimitri Zhitnikov         | Russie     | Meilleur pivot         | Nicolas Tournat          | France    |
| Meilleur joueur : Jim Gottfridsson, Suède |                           |            |                        |                          |           |

### Statistiques collectives
- Meilleure attaque :  France (30,9 buts par match)
- Moins bonne attaque :  Bosnie-Herzégovine (20,3 buts par match)
- Meilleure défense :  Suède (24,5 buts par match)
- Moins bonne défense :  Ukraine (35,0 buts par match)
- Plus grand nombre de buts inscrits sur un match : 73 buts ( Norvège 42 – 31  Pologne)
- Plus petit nombre de buts inscrits sur un match : 43 buts ( Croatie 23 – 20  Serbie)
- Plus grand écart de buts sur un match : +13 buts ( Croatie 38 – 25  Ukraine et  France 36 – 23  Ukraine)

### Statistiques individuelles
| Rang | Joueur                  | Équipe     | Total | Total | Total  | 7 mètres | 7 mètres | 7 mètres | Champs | Champs | Champs | MJ | Moy. |
| Rang | Joueur                  | Équipe     | Buts  | Tirs  | %      | Buts     | Tirs     | %        | Buts   | Tirs   | %      | MJ | Moy. |
| ---- | ----------------------- | ---------- | ----- | ----- | ------ | -------- | -------- | -------- | ------ | ------ | ------ | -- | ---- |
| 1    | Ómar Ingi Magnússon     | Islande    | 59    | 80    | 73,8 % | 21       | 25       | 84,0 %   | 38     | 55     | 69,1 % | 8  | 7,4  |
| 2    | Mikkel Hansen           | Danemark   | 48    | 69    | 69,6 % | 24       | 29       | 82,8 %   | 24     | 40     | 60,0 % | 7  | 6,9  |
| 3    | Arkadiusz Moryto        | Pologne    | 47    | 62    | 75,8 % | 21       | 24       | 87,5 %   | 26     | 38     | 68,4 % | 7  | 6,7  |
| 4    | Hampus Wanne            | Suède      | 45    | 56    | 80,4 % | 20       | 24       | 83,3 %   | 25     | 32     | 78,1 % | 8  | 5,6  |
| 4    | Kay Smits               | Pays-Bas   | 45    | 62    | 72,6 % | 18       | 21       | 85,7 %   | 27     | 41     | 65,9 % | 5  | 9,0  |
| 6    | Hugo Descat             | France     | 44    | 58    | 75,9 % | 23       | 27       | 85,2 %   | 21     | 31     | 67,7 % | 9  | 4,9  |
| 7    | Sander Sagosen          | Norvège    | 43    | 71    | 60,6 % | 6        | 9        | 66,7 %   | 37     | 62     | 59,7 % | 8  | 5,4  |
| 8    | Sebastian Barthold (en) | Norvège    | 42    | 54    | 77,8 % | 16       | 19       | 84,2 %   | 26     | 35     | 74,3 % | 8  | 5,3  |
| 9    | Aleix Gómez             | Espagne    | 41    | 54    | 75,9 % | 17       | 21       | 81,0 %   | 24     | 33     | 72,7 % | 8  | 5,1  |
| 9    | Miloš Vujović           | Monténégro | 41    | 57    | 71,9 % | 10       | 14       | 71,4 %   | 31     | 43     | 72,1 % | 7  | 5,9  |

 Membre de l'équipe-type.
| Rang | Joueur                  | Équipe            | %      | Arrêts | Tirs | MJ | Moy. |
| ---- | ----------------------- | ----------------- | ------ | ------ | ---- | -- | ---- |
| 1    | Kevin Møller            | Danemark          | 40,4 % | 42     | 104  | 9  | 4,7  |
| 2    | Milan Bomastar          | Serbie            | 39,1 % | 9      | 23   | 3  | 3,0  |
| 3    | Vladimir Cupara         | Serbie            | 34,3 % | 24     | 70   | 3  | 8,0  |
| 4    | Tomáš Mrkva (en)        | Tchéquie          | 34,0 % | 36     | 106  | 3  | 12,0 |
| 5    | Victor Kireev (en)      | Russie            | 33,8 % | 73     | 216  | 7  | 10,4 |
| 6    | Nikola Mitrevski (en)   | Macédoine du Nord | 33,3 % | 16     | 48   | 2  | 8,0  |
| 7    | Niklas Landin Jacobsen  | Danemark          | 32,8 % | 76     | 232  | 8  | 9,5  |
| 8    | Torbjørn Bergerud       | Norvège           | 32,4 % | 36     | 111  | 6  | 6,0  |
| 9    | Gonzalo Pérez de Vargas | Espagne           | 32,3 % | 60     | 186  | 9  | 6,7  |
| 10   | Vincent Gérard          | France            | 31,9 % | 79     | 248  | 9  | 8,8  |

## Effectif des équipes sur le podium

### Champion d’Europe:Suède
L'effectif de l'équipe de Suède, championne d'Europe, est :
- Oscar Bergendahl
- Jonathan Carlsbogård
- Valter Chrintz
- Felix Claar (en)
- Max Darj
- Jonathan Edvardsson
- Niclas Ekberg
- Jim Gottfridsson
- Peter Johannesson
- Eric Johansson
- Albin Lagergren
- Emil Mellegård
- Felix Möller
- Andreas Palicka
- Lucas Pellas
- Isak Persson
- Linus Persson
- Daniel Pettersson
- Fredric Pettersson
- Lukas Sandell
- Tobias Thulin
- Karl Wallinius
- Hampus Wanne

Entraîneur : Glenn Solberg

### Vice-champion d’Europe:Espagne
L'effectif de l'équipe d'Espagne, vice-championne d'Europe, est :
- Aitor Ariño
- Joan Cañellas
- Agustín Casado
- Rodrigo Corrales
- Ángel Fernández Pérez
- Adrià Figueras
- Antonio García Robledo
- Aleix Gómez
- Gedeón Guardiola
- Eduardo Gurbindo
- Sergey Hernández (es)
- Jorge Maqueda
- José María Márquez
- Kauldi Odriozola
- Iñaki Peciña
- Gonzalo Pérez de Vargas
- Miguel Sánchez-Migallón
- Daniel Sarmiento
- Ferrán Solé
- Ian Tarrafeta

Entraîneur : Jordi Ribera

### Troisième place:Danemark
L'effectif de la équipe du Danemark, médaille de bronze, est :
- Lasse Andersson
- René Antonsen
- Mathias Gidsel
- Jannick Green
- Simon Hald
- Jóhan Hansen
- Mikkel Hansen
- Jacob Holm
- Emil Jakobsen
- Niclas Kirkeløkke
- Magnus Landin Jacobsen
- Niklas Landin Jacobsen
- Rasmus Lauge
- Hans Lindberg
- Mads Mensah Larsen
- Aaron Mensing
- Kevin Møller
- Henrik Møllgaard
- Magnus Saugstrup
- Lasse Svan Hansen
- Henrik Toft Hansen

Entraîneur : Nikolaj Bredahl Jacobsen 